# Rain on Me
Rain on Me is een nummer van de Amerikaanse zangeressen Lady Gaga en Ariana Grande. Het nummer dat op 22 mei 2020 uitkwam, is de tweede single van Gaga's zesde studioalbum Chromatica. Het nummer bevat invloeden vanuit de dancepop-, disco-, house- en electropopwereld. Het nummer werd commercieel een grote hit, mede dankzij de videoclip. In meer dan 25 landen haalde het nummer de top 3.

## Achtergrond
Rain on Me werd voor het eerst aangekondigd via de tracklist van Chromatica, op 22 april 2020. Op 15 mei 2020 kondigde Gaga de samenwerking aan als tweede single van haar album. 
De videoclip van Rain on Me kwam op dezelfde dag uit als de single. Deze werd geregisseerd door Robert Rodriguez, die al eerder met de zangeres samenwerkte.
Het nummer werd genomineerd voor talrijke awards. De video kreeg 7 nominaties voor de MTV Video Music Awards, waarvan er drie verzilverd werden inclusief Beste samenwerking. Het nummer kreeg ook drie nominaties voor de MTV Europe Music Awards. Daarnaast wonnen de zangeressen ook de Grammy Award voor Beste Pop Duo/Group Performance, en een NRJ Award voor de gelijkaardige categorie Beste samenwerking. Ook op de American Music Awards, werden de zangeressen genomineerd in de gelijknamige categorie. Hier won het nummer 10.000 Hours wel. 
Het nummer werd tijdens de VMA's ook voor het eerst gezongen door beide zangeressen in een studio, samen met nog twee andere nummers van Gaga's plaat Chromatica.